# We Used To
"We Used To" är en singel, släppt i oktober 1975 av Dolly Parton, och den nådde som högst placeringen #9 på USA:s countrysingellista. Den låg även på hennes studioalbum Dolly 1975. Sången, som skrevs av Dolly Parton i slutet av 1974, innehöll ett gitarrintro som många ansåg påminn om "Stairway to Heaven" av Led Zeppelin, en låt som Dolly Parton spelade in som cover 2002.

## Listplaceringar
| Lista (1975)                    | Topplacering |
| ------------------------------- | ------------ |
| Amerikanska countrysingellistan | 9            |
| Kanadensiska countrylistan      | 4            |